# Scopula inficita
Scopula inficita är en fjärilsart som beskrevs av Walker 1866. Scopula inficita ingår i släktet Scopula och familjen mätare. Inga underarter finns listade.